# フルーツ魚
フルーツ魚（フルーツさかな）とは、日本において、養殖魚の臭みを消すために、餌にかんきつ類などの果物生成物を混ぜて育てた食用魚のこと。高知大学が開発し2007年に販売された鹿児島県の“柚子鰤王”（ゆずぶりおう）が火付け役。開発は、魚肉の変色（褐色化）を抑える技術が転じたもので、魚嫌いな人が指摘する魚臭さ（生臭さ）を抑えるだけではなく、果物などの香りがする魚も開発されている。魚種にブリ、カンパチ、ヒラメ、マハタ、鮎などがあり、果物にはミカン、ユズ、スダチ、カボス、レモンなどがある。また、オリーブやハーブを用いた養殖魚もある。一部では、かんきつ類を用いたものを「柑橘系養殖魚」（柑橘魚、柑橘系鮮魚、柑橘系養魚）などとも呼ぶ。

## 柚子鰤王の開発
果物などに含まれるポリフェノールに魚の変色を抑える効果があることは知られており、高知大学農学部准教授・深田陽久（ふかだはるひさ：魚類栄養生理学）は柚子の抗酸化作用が魚に有効か、成長に悪影響が無いかを研究していたところ、2005年頃、ブリの身に柚子の香りがすることをみつけ、その後に柚子（ユズ）を餌に混ぜる実証実験などで、柚子の抗酸化作用で赤身が褐色に変色するのを抑える鮮度保持の効果や、柚子の香り成分であるリモネンやミルセンにより、脂分はそのままでも“さっぱり感”が増し、魚の生臭さも抑えられることを見出した。
深田陽久の指導を受けて、高知県宿毛湾で柚子の絞った後の果皮をブリの餌に混ぜる「高知モデル」が養殖されたり、鹿児島県長島町の東町漁協では、柚子果汁を餌に混ぜ、柚子の香りが身に乗ったブリ「柚子鰤王」（ゆずぶりおう）を2007年に開発した。高知大学の説明では、「高知モデル」は柚子皮で魚の臭いの除去を一番の目的としており、「柚子鰤王」は柚子の香りを載せることを一番の目的とし、高知モデルは果汁を絞った後の処分に困る柚子皮の利用も目的としている。フルーツ魚の火付け役は、この「柚子鰤王」とされる。なお、高知県にはカンパチに柚子を与えた「ゆずかんぱち」もある。

## 柑橘系のフルーツ魚

### みかん

#### ひめ柑育ち
愛媛県でみかんの香りがするマハタやマダイなどが養殖され、「ひめ柑育ち」（ひめかんそだち）と名付けられている。
考案した愛媛大学農学部動物細胞工学研究室（菅原卓也・准教授）は、「柑橘の機能性を使って元気な魚を育てる」ことが主眼とし、魚本来の活力が上がり、病気にも強く、マハタは身が締まって旨みの多い魚に育ち、マダイは抗酸化成分の影響で魚の体表が黒く“くすむ”（黒変する）のを抑えた。また、旨味成分であるアミノ酸が2-3割増えている。
愛媛県認定漁業士協同組合は、ミカンをジュースなどに加工した際に出る果皮などの搾りかすを細かく刻み、魚粉などの飼料に0.5 - 1%程度混ぜて与えている。ただし、マハタはミカンを半年間与えて、2.5 - 3キロまで育てて出荷する。

#### みかんブリ
愛媛県水産研究センター（宇和島市）が、ジュースに使われるかんきつ類の果汁を絞った後に残った果皮やかすの有効活用に開発した。ブリ出荷前の1か月半の間、伊予柑（いよかん）や温州蜜柑（うんしゅうみかん）の搾りかすを粉末にして飼料に混ぜ与える。ブリの香りや味がよくなるだけでなく、切り身にした後の鮮度も長持ちし、また、切り身にした後も色落ちしにくい効果がある。搾りかすは、熱処理の粉末では香りがなくなるため、凍らせて粉砕している。このみかんブリは水産加工会社が出荷し、また、回転寿司にも用いられた。

#### 柑味鮎
柑味鮎（かんみあゆ）は2011年から山口市で生産されている。山口大学農学部教授・赤壁善彦が椹野川漁協（山口市）とともに開発した。鮎は食べるコケ（ケイソウ類）の違いで、川ごとに異なる香りがするといわれているが、赤壁は、廃棄するミカンの果皮の再利用法を探ろうと、2010年春から研究を始め、漁協にも協力をしてもらった。研究の結果、鮎の食べたものが魚体の臭いに影響していることをつきとめ、アユの養殖の過程で、ミカンの果皮の抽出物を餌に混ぜることで、「柑味鮎」を開発した。「柑味鮎」は、見た目や調理前の香りは普通のアユとほぼ変わらないが、塩焼きや背ごしなど、調理をした時に魚臭さが消え、内臓に苦味もなく、食べると口の中にかんきつ系の“ポン酢のような香り”が広がるとされる。

### すだち

#### すだちブリ
徳島県で、スダチの果皮を飼料に混ぜて育てたブリを「すだちぶり」と呼ぶ。ブリにスダチ混合飼料を3カ月間与えたところ、通常の飼料で育てた養殖ブリに比して約4倍のビタミンEが含まれることが分かり、さらに、ビタミンEの効果でブリ特有の脂っぽさが抑えられ、かつ、生臭さが少ないすっきりとした味わいとなった。また、抗酸化作用で血合いの変色を遅らせる効果も持つ。
徳島市の水産物卸売会社と鳴門市の北灘漁協が2013年9月から販売し、回転寿司でも食される。さらに、北灘漁協はスダチを用いたハマチとカンパチも養殖を始める予定。

### かぼす

#### かぼすヒラメ・かぼすブリ
大分県農林水産研究指導センターの研究では、2007年からカボスの効果を調べ、カボスに含まれるポリフェノールやクエン酸、ビタミンCの抗酸化作用でブリの血合い（赤身部分）の変色を遅らせることが確認され、魚からはカボスに含まれるリモネンという香り成分が検出され、「かぼすブリ」が開発された。ブリの餌になる小魚のミンチに数%の割合で、粉末状にしたカボスの皮や果汁を混ぜて与えている。「かぼすブリ」は大分県臼杵市で生産されている。また、ブリでの試験結果を受けて、ヒラメ養殖業者が独自に養殖ヒラメで試し、「かぼすヒラメ」も作られた。カボスで育てたヒラメの肝臓からもリモネンが検出され、肝臓の臭みが低下している。「かぼすヒラメ」は大分県佐伯市で生産されている。

### レモン

#### レモンのブリ・かんぱち
和歌山県産のレモンを用いて、高知県で養殖を行い、和歌山市内の水産加工業者が販売している。回転寿司にも用いられた。回転寿司店は輸入レモンは残留農薬が多いと判断して日本国産のレモンを選び、また、レモンを搾汁した際に出る果皮の有効活用にもつながった。なお、和歌山市には、ほかに「レモンかんぱち」もある。

#### レモンはまち
広島県大竹市は、阿多田島の養殖ハマチの飼料にレモンを加えて育てる研究を2013年から3年計画で行っている。レモンに豊富に含まれるビタミンCに着目している。

### 直七 (なおしち)
高知県宿毛市（すくもし）のすくも湾漁協では、2013年現在、宿毛で生産されるかんきつ類の「直七」（なおしち）を飼料に混ぜたマダイ、カンパチを養殖している。この養殖魚は魚の臭みが抑制されている。

### 柑橘と茶など

#### 伊勢まだい
東日本大震災で被害を受け、真鯛の養殖業者の復興のために『伊勢まだいプロジェクト』が行われた。三重県水産研究所が、県内産の海藻・かんきつ・伊勢茶葉の粉末をエサに2%添加し、4週間飼育たところ、通常の真鯛に比して、中性脂肪が減り、歯ごたえや体表の色彩が良くなり、また、鮮度保持効果があり、香気成分が筋肉に移行し魚臭さが除去されたとの結果を得た。このことから、出荷前の養殖マダイに、三重県産の海藻・かんきつ・茶葉の粉末をエサに約2%添加して14回以上与えるなどのルールが定められている。これを「伊勢まだい」と呼ぶことになり、三重県海水養魚協議会のなかで付加価値向上の取組に熱意のある養殖業者が、みかんの一種であるセミノールなどをエサに混ぜて2012年秋から出荷をスタートした。

## 非柑橘系のフルーツ魚

### ブドウ
ブドウ由来のポリフェノールに着目し、山梨県や岩手県でニジマスなどマス類への効果が研究され、また、カンパチなどの養殖に、ブドウ種子ポリフェノールが初めから混合された商品が市販され、養殖業者に利用されている。

### 鯛一郎クン
愛媛県宇和島市で2003年から出荷されている養殖のタイ・『鯛一郎クン』は、市場での取引金額が高額なため、「世界一高い養殖鯛」といわれ、エビやコンブなど30種類を混合した飼料を用いているが、その一部に果物も使用されている。